# Villa Rustica (Scampton)
Die Villa Rustica von Scampton war ein römischer Gutshof (Villa rustica) bei Scampton, einer Gemeinde im West Lindsey District in der Grafschaft Lincolnshire, im Osten Englands.
Die Villa lag in der Antike etwa acht Kilometer  nördlich von Lindum Colonia, dem späteren Lincoln. Die Stadt war seit dem Ende des dritten Jahrhunderts n. Chr. Hauptstadt der neu eingerichteten römischen Provinz Flavia Caesariensis. Die Villa lag auf einem Hügel, von dem man eine gute Aussicht über das Tal des Trent hat. Sie lag etwa 2,5 Kilometer von der „Ermine Street“ entfernt, bei der es sich um eine wichtige römische Straße handelte. 
Die Villa wurde 1795 bei Steinbrucharbeiten entdeckt und wurde von Reverend Cayley Illingworth ausgegraben. Ein großes Mosaik aus der Villa wurde 1800 von William Fowler als Zeichnung publiziert. Das Mosaik wurde nach der Grabung mit einem Schutzdach versehen, ist aber in den folgenden Jahren Opfer von Souvenirjägern geworden, die immer wieder Teile aus dem Mosaik ausschnitten. In dem kalten Winter 1815/1816 wurden die verbliebenen Reste vom Frost zerstört. In der Villa waren daneben noch mindestens 13 weitere Räume mit einfarbigem Opus tessellatum ausgestattet.
Die eigentliche Villa bestand aus einem Hof, um den sich an allen vier Seiten Gebäude gruppierten. Der Hauptbau lag im Osten und war Nord-Süd orientiert. Er hatte im Westen einen Portikus, der mit dem prächtigen mehr als 15 Meter langen Mosaik dekoriert war, das vor allem geometrische Muster zeigte. Im Süden gab es ein weiteres Gebäude, während die Bauten im Westen und Norden des Hofs eher einfach waren und zum Teil nur schlecht ausgegraben wurden. Das Mosaik und wahrscheinlich ein Großteil der Villa datieren in die erste Hälfte des vierten Jahrhunderts.